# Billikens de Saint-Louis
Les Billikens de Saint-Louis (en anglais : Saint Louis Billikens) sont un club omnisports universitaire de l'Université de Saint-Louis à Saint-Louis dans le Missouri. Les équipes des Billikens participent aux compétitions universitaires organisées par la National Collegiate Athletic Association. Saint Louis fait partie de l'Atlantic 10 Conference.
Les Billikens sont l'équipe de soccer masculin la plus titrée de NCAA. Ils ont la particularité de ne pas avoir de section football américain.

## Equipes
Membre de l'Atlantic 10 Conference, l'Université de Saint-Louis disposent de 8 sections masculines et 10 sections feminines en NCAA :
| Masculin - Baseball - Basketball - Cross-country - Soccer - Natation et Plongeon - Tennis - Athlétisme (en intérieur et en extérieur) | Féminin - Basketball - Cross-country - Hockey sur gazon - Natation et Plongeon - Soccer - Softball - Tennis - Athlétisme (en intérieur et en extérieur) - Volleyball |  |

## Palmarès national
- Soccer masculin : 1959, 1960, 1962, 1963, 1965, 1967(co-champion), 1969, 1970, 1972 et 1973